# Liste der Monuments historiques in Seclin
Die Liste der Monuments historiques in Seclin führt die Monuments historiques in der französischen Gemeinde Seclin auf.

## Liste der Bauwerke
| Bezeichnung            | Beschreibung | Standort                    | Kennzeichnung | Schutzstatus | Datum | Bild           |
| ---------------------- | ------------ | --------------------------- | ------------- | ------------ | ----- | -------------- |
| Friedhof               |              | Rue Maurice-Bouchery (Lage) | PA00107810    | Classé       | 1945  | weitere Bilder |
| Kirche St-Piat         |              | (Lage)                      | PA00107811    | Classé       | 1920  | weitere Bilder |
| Krankenhaus Notre-Dame |              | (Lage)                      | PA00107812    | Classé       | 1932  | weitere Bilder |

## Liste der Objekte
- Monuments historiques (Objekte) in Seclin in der Base Palissy des französischen Kultusministeriums